# Königshagen (Wüstung)

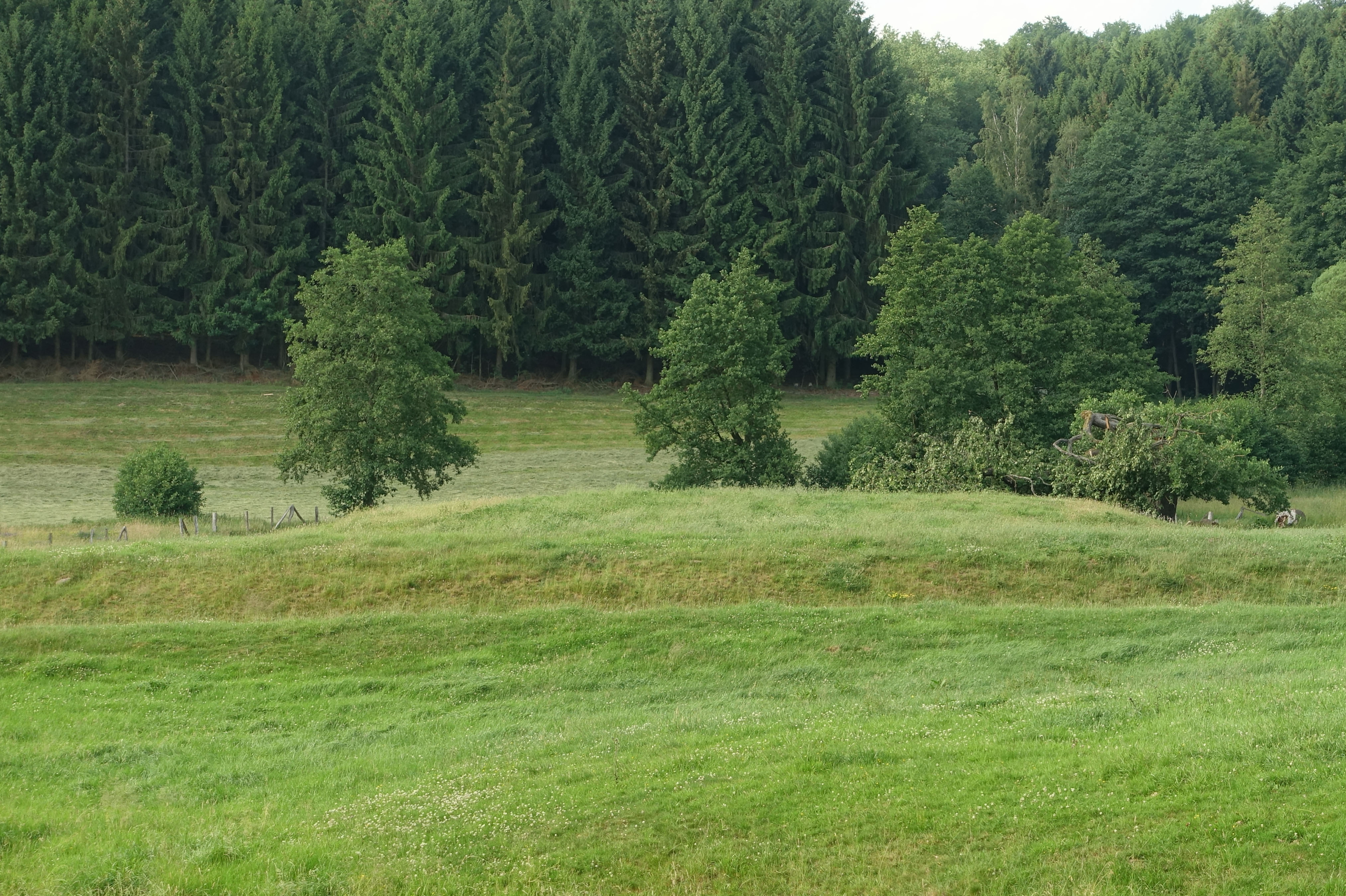
Blick auf den Burgplatz der Wüstung Königshagen

Die Wüstung Königshagen (auch Konegeshagen genannt) ist eine abgegangene Dorfsiedlung etwa 3,8 km südlich von Scharzfeld und 3,3 km südwestlich von Barbis am Südrand des Harzes im Landkreis Göttingen, Niedersachsen, Deutschland.  Heute steht hier wieder ein Hof.
Der Ort "indago regis" ist urkundlich erstmals im Jahre 1228 im Güterverzeichnis des Klosters Pöhlde erwähnt, als Graf Heidenreich von Lutterberg, mit Zustimmung seiner Verwandten, der Grafen von Scharzfeld, der Johanniskirche zu Pöhlde das Dorf Klein-Königshagen verlieh und das Gut Klein-Königshagen wegen einer Schuld von 100 Mark mit allem Recht und Gerechtigkeiten und der zustehenden Advocatur, zur Erlangung der Vergebung seiner Sünden, an die Pöhlder Stiftskirche schenkte.  Im Jahre 1230 bestätigte Graf Burchard von Scharzfeld die Schenkung des Dorfs Klein-Königshagen (parva regis indago) mit der Vogtei an das Kloster Pöhlde.  Die Gründung des Orts erfolgte aber wahrscheinlich bereits um die Mitte des 12. Jahrhunderts.
Die Siedlung wurde in den 1960er Jahren archäologisch von Walter Janssen untersucht und ausgewertet. Sie bestand aus einem befestigten, nahezu kreisrunden Kirchhof mit hölzernen Häusern an der Außenmauer. Weitere Bauernhöfe und Nebenbauten sind in der unmittelbaren Umgebung zu lokalisieren. Die Siedlung entstand als Rodungssiedlung im frühen 12. Jahrhundert um eine kleine niederadelige Burg mit einem steinernen Turm, der später zur Kirche umgebaut wurde.  Um 1413 oder 1420 wurde sie wohl im Rahmen des Fleglerkriegs oder einer Fehde zwischen dem Grafen von Hohnstein und dem Landgrafen Ludwig I. von Hessen durch einen Brand zerstört und danach aufgegeben.  Die Einwohner zogen wahrscheinlich nach Barbis, bearbeiteten aber ihre alten Felder weiterhin.
Nach der Auflösung der Domäne Scharzfels im Jahre 1956 wurde dort Acker- und Weideland zur Siedlung/Umsiedlung von landwirtschaftlichen Betrieben zur Verfügung gestellt.  1963 wurden im Rahmen der Flurbereinigung die ersten landwirtschaftlichen Betriebe nach Königshagen ausgesiedelt.
Heute führt der Karstwanderweg in der Nähe der Wüstung Königshagen vorbei.